# Piptochaetium cucullatum
Piptochaetium cucullatum är en gräsart som beskrevs av Bernardo Rosengurtt och Primavera Izaguirre de Artucio. Piptochaetium cucullatum ingår i släktet Piptochaetium och familjen gräs. Inga underarter finns listade i Catalogue of Life.